# 謝景
謝景（？年—3世紀），字叔發，南陽郡宛縣（今河南省南陽市）人。在太守任內有政績，官吏百姓都稱讚他，認爲前有顧劭，再來就是謝景。幾年後，謝景在任內去世。

## 生平
黃龍元年（公元229年），孫權稱帝，立長子孫登為皇太子，諸葛恪爲左輔，張休爲右弼，顧譚爲輔正，陳表爲翼正都尉，這就是四友。而謝景、范慎、刁玄、羊衜等人爲賓客，此時東宮人才濟濟。
赤烏四年（公元241年），孫登去世，謝景當時爲豫章太守，過於悲傷，於是棄職前來奔喪，又上表彈劾自己。孫權說：「您隨太子一同治政，所以和其他官員不同。」便派使者慰勞謝景，讓謝景恢複原來職位並將謝景打發回豫章。追諡孫登爲「宣太子」。

## 思想
- 曾贊同曹魏劉廙先刑後禮論的法家思想，不過被濃厚儒家思想的陸遜批評。[4]

## 評價
- 曾被胡綜推重「凝辨宏達，言能釋結」，後來被羊衜反駁「叔發辨而浮」。